# Speocera transleuser
Speocera transleuser is een spinnensoort uit de familie Ochyroceratidae. De soort komt voor in Sumatra.